# 아크말 쇼라크메도프
아크말 쇼라크메도프(우즈베크어: Akmal Shorakhmedov, 1986년 5월 10일 ~ )는 우즈베키스탄의 축구 선수로 포지션은 오른쪽 풀백이다.